# ایلسا، رئیس نابکار زندان
ایلسا، رئیس نابکار زندان (انگلیسی: Ilsa, the Wicked Warden) یک فیلم سکسنتفاعی به کارگردانی خسوس فرانکو است که در سال ۱۹۷۷ منتشر شد. از بازیگران این فیلم می‌توان به دیان تورن و لینا رومای اشاره کرد.